# Liste der Monuments historiques in Vernot
Die Liste der Monuments historiques in Vernot führt die Monuments historiques in der französischen Gemeinde Vernot auf.

## Liste der Immobilien
| Bezeichnung             | Beschreibung | Standort                                            | Kennzeichnung | Schutzstatus   | Datum     | Bild           |
| ----------------------- | --- | --------------------------------------------------- | ------------- | -------------- | --------- | -------------- |
| Wasserversorgungssystem | Wasserturm, ehemals mit Windrad, Quellfassung, Wasserspeicher, Waschhaus mit Tränke etc., 19. Jahrhundert; teilweise zu Saussy | südwestlich des Ortes am Ortsrand von Saussy (Lage) | PA21000105    | Inscrit Classé | 2021 2024 | weitere Bilder |

## Liste der Objekte
| Bezeichnung                  | Beschreibung                                       | Standort                       | Kennzeichnung | Schutzstatus | Datum | Bild |
| ---------------------------- | -------------------------------------------------- | ------------------------------ | ------------- | ------------ | ----- | ---- |
| Grabstein für Simon Morillon | Kalkstein, bezeichnet 1584                         | in der Kirche St-Martin (Lage) | PM21002446    | Classé       | 1929  |      |
| Skulptur Madonna mit Kind    | Kalkstein, ehemals farbig gefasst, 15. Jahrhundert | in der Kirche St-Martin (Lage) | PM21002447    | Classé       | 1931  |      |